# Hypopterygium sasaokae
Hypopterygium sasaokae är en bladmossart som beskrevs av Hugh Neville Dixon 1942. Hypopterygium sasaokae ingår i släktet Hypopterygium och familjen Hookeriaceae. Inga underarter finns listade i Catalogue of Life.